# St. Marien (Varrelbusch)
St. Marien in Varrelbusch, einem Ortsteil von Garrel im niedersächsischen Landkreis Cloppenburg, ist eine römisch-katholische Filialkirche der Pfarrei St. Maria (Bethen). Sie steht unter dem Patrozinium der Gottesmutter Maria und gehört zum Bistum Münster. Das Gotteshaus ist eine Saalkirche im Stil der Moderne und bietet 400 Gläubigen Platz.

## Geschichte
Weil der Weg für die Bewohner der Bauerschaft Varrelbusch zur nächstgelegenen St.-Andreas-Kirche (Cloppenburg) zu weit war, wünschten sich die Katholiken dieser Region ein eigenes Gotteshaus. Das 1911 errichtete Bethaus, das 1925 als Kapelle eingeweiht wurde, war aber viel zu kein. Die sonntäglichen Gottesdienste zelebrierte ein Cloppenburger Geistlicher.
Erst 1935 konnte die vom Cloppenburger Architekten Albert Wüstefeld entworfene Kirche gebaut und der Hl. Maria geweiht werden. Das Gebäude ist ein rechteckiger Backsteinbau mit spitzbogigem Innenraum. Im kleinen aufgesetzten Turm hängt nur eine einzige Kirchenglocke. 1947 kam ein Pfarrhaus hinzu und 1980 folgte ein Pfarrheim (mit Bücherei).
St. Marien in Varrelbusch erhielt 1937 einen eigenen Seelsorger und wurde 1961 nach der Abpfarrung von St. Andreas (Cloppenburg) eine eigenständige Kirchengemeinde.
Durch Fusion entstand 2007 aus den bisherigen Gemeinden St. Marien Varrelbusch, St. Marien Hoheging-Kellerhöhe-Bürgermoor sowie St. Marien Bethen die neue Pfarrei St. Marien Bethen-Kellerhöhe-Varrelbusch.
Am 1. Januar 2024 schlossen sich die Pfarreien in Bethen, Cappeln, Cloppenburg, Emstek, Essen, Lastrup, Lindern, Löningen und Molbergen zusammen zum Katholischen Kirchenverband „Pastoraler Raum Cloppenburg-Löningen“ mit Sitz in Cloppenburg.

## Orgel
Für die St.-Marien-Kirche in Varrelbusch baute die Firma Franz Breil (Dorsten) 1955 die aktuelle Orgel (II+P/13). 1974 erfolgte eine Reinigung durch Alfred Führer (Wilhelmshaven). 1999 renovierte ebenfalls Franz Breil das Instrument und baute neue Spiel- und Registermagnete ein.
Die Schleifladen-Orgel besitzt zwei Manuale (C - g3) und ein Pedal (C - f1). Das Instrument hat 13 Register und mehrere Spielhilfen.